# Metal Gear Solid 2: Sons of Liberty
Metal Gear Solid 2: Sons of Liberty és un videojoc d'espionatge, en el qual és el 7è de la saga Metal Gear, creat per Hideo Kojima. MGS2 va suposar el salt de la saga Metal Gear a les consoles de 128 bits, la qual cosa va brindar la possibilitat als programadors de fer models 3D molt més realistes, amb expressions facials molt similars a les dels humans i entorns molt més realistes. En aquesta continuació no solament és destacable l'apartat gràfic, sinó també l'addició de nous moviments, com apuntar en primera persona, donar tombarelles o penjar-se d'una barana.
Al Metal Gear Solid 2 apareixen de nou personatges ja coneguts a la saga, com l'Otacon, el coronel Campbell i Solid Snake, que deixa de ser el protagonista total.

## Argument
A la primera part del videojoc (la més curta) controlem en Solid Snake dos anys després dels successos de Shadow Mosses, per a ser exactes el 2007 (MGS). Rebrem instruccions per ràdio de l'Otacon. Snake i Otacon formen part de Philanthropy, una organització encarregada de destruir els diferents models de Metal Gear que apareixen pel món (gràcies a la propagació dels plànols de Metal Gear Rex per Ocelot, ara qualsevol país pot tenir el seu propi Metal Gear).
A la segona part del joc (la part principal) controlarem a un nou personatge: Raiden, un novell a FOXHOUND sense experiència real en el camp de batalla, que ha estat entrenat per realitat virtual. El lloc on s'ambienta el joc és una suposada planta de descontaminació al mar, Big Shell. Com és habitual en els jocs de la saga, MGS2 compte amb diverses escenes cinematogràfiques que han fet que el joc sembli una pel·lícula interactiva.
En aquest lliurament, en Solid Snake haurà d'enfrontar-se contra el grup terrorista anomenat Dead Cell, aquests enemics o terroristes són molt particulars tals com: 
Fortune: Una dona soldat capaç d'esquivar bales i tot el que es troba en el seu camí.
Vamp: Un soldat amb ànsies de mort i sang capaç de caminar sobre l'aigua i fer salts de més de 3 metres d'altura. Gràcies a la seva rapidesa i astúcia podrà acabar amb els seus enemics 
Fatman: Un especialista en la col·locació i preparació d'artefactes explosius.
Olga Gurlukovich: Una dona astuta i ràpida, l'Olga és filla del Coronel Sergei Gurlukovich. Olga Gurlukovich en finalitzar la història del joc acaba sent el ninja.
Solidus Snake: Germà de Liquid Snake i Solid Snake, aquest utilitza els seus tentacles i el seu vestit tecnològic per a acabar amb els seus enemics.
Revolver Ocelot: Aquest home és el rival d'en Solid Snake que amb la seva astúcia, intel·ligència, amb els seus dos típics revòlvers i amb l'ajuda de Liquid Snake, (Que es troba dintre d'Ocelot després d'ensenyorir-se del braç de Liquid Snake, ja en el primer lliurament, a Metal Gear Solid el ninja s'havia encarregat de treure-li el braç a l'Ocelot i aquest va fer el mateix llevant-se'l a Liquid Snake). Ocelot, amb la seva intel·ligència, de nou podrà escapar-se de les mans d'en Solid Snake.

### Big Shell
És una fortalesa nuclear amb la tapadora de ser una planta de descontaminació. Està situada en el mar, i en el seu interior amaga un Metal Gear gegantesc res de semblant als altres Metal Gears, anomenat Arsenal Gear. Aquesta fortalesa va ser creada per The Patriots amb la finalitat de controlar la gran informació que ha produït Internet i els nous mitjans de comunicació per a no provocar un caos mundial en desbordar-se tanta informació.